# Zehnkampf-Länderkampf der Männer 1970 Sowjetunion – BR Deutschland
| 6. Leichtathletik-Länderkampf mit bundesdeutscher Beteiligung 1970 | 6. Leichtathletik-Länderkampf mit bundesdeutscher Beteiligung 1970 |
| ------------------------------------------------------------------ | ------------------------------------------------------------------ |
|                                                                    |                                                                    |
| Zehnkampf der Männer: Sowjetunion – BR Deutschland                 |                                                                    |
| Austragungsort                                                     | Leningrad                                                          |
| Wettbewerbe                                                        | 1                                                                  |
| Datum                                                              | 15./16. August                                                     |
| 1. URS 2. FRG                                                      | 68.285 Punkte 67.566 Punkte                                        |
| Chronik                                                            |                                                                    |
| ← FRG-ROU 10kampf (M)                                              | URS-GER 5kampf (F) →                                               |

Der sechste Vergleich des Länderkampfjahres 1970 fand in Leningrad statt, wo die bundesdeutschen Zehnkämpfer auf die Sowjetunion trafen. Die vierte Begegnung gegen diesen starken Gegner wurde am 15./16. August ausgetragen. Zwei Mal hatte die Bundesrepublik Deutschland knapp vorne gelegen, im letzten Jahr hatte es in Heidelberg den ersten sowjetischen Erfolg gegeben. Parallel traten auch die bundesdeutschen Mehrkämpferinnen gegen die Sowjetunion an.

## Wettbewerbe und Modus
Jede Nation konnte zwölf Zehnkämpfer stellen, von denen die neun Besten über die Addition ihrer Punkte aus dem Wettkampf gewertet wurden. Beide Länder schöpften die Höchstzahl der möglichen Teilnehmerzahl aus.

## Ergebnis
Der Einzelsieg ging an einen bundesdeutschen Athleten. Doch dahinter belegten die sechs besten sowjetischen Athleten die Ränge zwei bis sieben. Die Gesamtpunktzahl der gewerteten Teilnehmer reichten für die Sowjetunion zu einem Gesamtsieg und die Bundesrepublik Deutschland musste mit 67.566 zu 68.285 Punkten eine Niederlage hinnehmen.

## Resultat
| Platz | Name                 | Nation | Punkte | 100 m  | Weit- sprung | Kugel- stoßen | Hoch- sprung | 400 m  | 110 m Hürden | Diskus- wurf | Stabhoch- sprung | Speer- wurf | 1500 m     |
| ----- | -------------------- | ------ | ------ | ------ | ------------ | ------------- | ------------ | ------ | ------------ | ------------ | ---------------- | ----------- | ---------- |
| 01    | Kurt Bendlin         | FRG    | 7932   | 10,5 s | 7,19 m       | 14,66 m       | 1,85 m       | 49,8 s | 15,6 s       | 44,24 m      | 4,20 m           | 69,02 m     | 4:35,5 min |
| 02    | Mykola Awilow        | URS    | 7874   | 11,0 s | 7,34 m       | 11,98 m       | 2,12 m       | 50,5 s | 14,3 s       | 43,83 m      | 4,10 m           | 54,94 m     | 4:34,6 min |
| 03    | Rein Aun             | URS    | 7725   | 10,8 s | 7,12 m       | 14,34 m       | 1,88 m       | 50,3 s | 15,8 s       | 44,68 m      | 4,00 m           | 64,90 m     | 4:33,3 min |
| 04    | Leonid Lytwynenko    | URS    | 7724   | 10,7 s | 6,49 m       | 13,66 m       | 1,88 m       | 49,0 s | 14,4 s       | 42,98 m      | 4,00 m           | 59,40 m     | 4:27,5 min |
| 05    | Wladimir Ormanow     | URS    | 7647   | 10,5 s | 7,07 m       | 13,30 m       | 1,85 m       | 48,6 s | 15,5 s       | 40,72 m      | 4,40 m           | 54,14 m     | 4:42,8 min |
| 06    | Toomas Suurväli      | URS    | 7608   | 10,8 s | 7,14 m       | 14,22 m       | 1,88 m       | 51,6 s | 15,2 s       | 39,74 m      | 4,10 m           | 59,56 m     | 4:31,0 min |
| 07    | Toomas Berendsen     | URS    | 7584   | 11,1 s | 6,90 m       | 14,41 m       | 1,91 m       | 50,4 s | 15,4 s       | 46,42 m      | 4,10 m           | 57,20 m     | 4:42,3 min |
| 08    | Heinz-Ulrich Schulze | FRG    | 7544   | 10,6 s | 6,67 m       | 14,01 m       | 1,88 m       | 49,8 s | 15,2 s       | 43,24 m      | 3,80 m           | 58,58 m     | 4:43,6 min |
| 09    | Horst Beyer          | FRG    | 7534   | 11,4 s | 7,02 m       | 14,26 m       | 1,93 m       | 50,8 s | 15,0 s       | 45,76 m      | 4,20 m           | 59,58 m     | 4:30,4 min |
| 10    | Hans-Joachim Walde   | FRG    | 7510   | 11,0 s | 6,97 m       | 14,44 m       | 1,91 m       | 50,7 s | 15,4 s       | 40,64 m      | 4,20 m           | 59,58 m     | 4:50,3 min |
| 11    | Boris Tolmatschew    | URS    | 7483   | 10,7 s | 7,07 m       | 12,20 m       | 1,97 m       | 50,6 s | 15,8 s       | 34,92 m      | 4,00 m           | 62,44 m     | 4:28,5 min |
| 12    | Helmut Grolman       | FRG    | 7453   | 10,9 s | 7,34 m       | 13,39 m       | 1,97 m       | 50,5 s | 15,2 s       | 36,64 m      | 4,20 m           | 54,28 m     | 4:47,5 min |
| 13    | Günther Grube        | FRG    | 7445   | 10,9 s | 6,83 m       | 13,80 m       | 1,80 m       | 51,5 s | 15,4 s       | 43,62 m      | 4,20 m           | 66,10 m     | 4:53,3 min |
| 14    | Bernd Knut           | FRG    | 7431   | 10,8 s | 6,92 m       | 14,30 m       | 1,75 m       | 53,0 s | 15,0 s       | 44,32 m      | 3,60 m           | 56,00 m     | 4:27,9 min |
| 15    | Werner Eikmeier      | FRG    | 7416   | 10,8 s | 6,42 m       | 13,34 m       | 1,94 m       | 50,4 s | 15,3 s       | 39,54 m      | 4,30 m           | 54,26 m     | 4:36,4 min |
| 16    | Eljakow              | URS    | 7405   | 10,8 s | 7,18 m       | 13,46 m       | 1,85 m       | 50,9 s | 16,3 s       | 43,28 m      | 3,90 m           | 58,50 m     | 4:41,3 min |
| 17    | Manfred Bock         | FRG    | 7292   | 11,2 s | 6,73 m       | 14,46 m       | 1,80 m       | 52,7 s | 15,4 s       | 42,30 m      | 4,20 m           | 67,22 m     | 5:01,0 min |
| 18    | Michalow             | URS    | 7237   | 11,0 s | 6,90 m       | 13,84 m       | 1,88 m       | 52,3 s | 15,3 s       | 40,02 m      | 4,20 m           | 53,94 m     | 4:56,5 min |
| 19    | Gundolf Hunner       | FRG    | 7230   | 10,9 s | 6,49 m       | 14,82 m       | 1,80 m       | 50,4 s | 15,4 s       | 38,70 m      | 3,80 m           | 55,70 m     | 4:44,8 min |
| 20    | Kaido Meitern        | URS    | 7204   | 10,9 s | 7,02 m       | 13,03 m       | 1,91 m       | 51,3 s | 16,4 s       | 37,30 m      | 3,80 m           | 60,22 m     | 4:44,8 min |
| 21    | Aalo Eller           | URS    | 7180   | 11,1 s | 6,93 m       | 13,09 m       | 1,80 m       | 49,9 s | 15,7 s       | 38,86 m      | 3,60 m           | 57,32 m     | 4:33,6 min |
| 22    | Priit Paalo          | URS    | 7126   | 11,2 s | 6,69 m       | 14,95 m       | 1,93 m       | 52,6 s | 14,9 s       | 43,40 m      | 3,60 m           | 50,08 m     | 5:00,2 min |
| 23    | Eberhard Stroot      | FRG    | 7062   | 10,5 s | 7,43 m       | 13,00 m       | 1,85 m       | 48,4 s | 15,7 s       | 36,30 m      | 3,40 m           | 32,62 m     | 4:36,4 min |
| 24    | Jürgen Poelke        | FRG    | 6974   | 11,2 s | 6,42 m       | 12,44 m       | 1,80 m       | 53,6 s | 16,0 s       | 40,28 m      | 3,60 m           | 60,40 m     | 4:32,6 min |